# Киятиці
Киятиці (словац. Kyjatice, угор. Kiéte) — село, громада в окрузі Рімавска Собота, Банськобистрицький край, Словаччина. Кадастрова площа громади — 6,15 км². Населення — 78 осіб (за оцінкою на 31 грудня 2017 р.).
Знаходиться за ~18 км на північ від адмінцентра округу міста Рімавска Собота.
Перша згадка 1413 року.

## Географія
Громада розташована в південно-східній частині Словацьких Руднтх гір, між долинами Блгу і потока Папча (potok Papča). Висота центру села — 465 м, територією — від 450 до 565 м над рівнем моря. Вся територія вирубана, лишився єдиний дубовий ліс.

## Населення
| Рік:            | 1994. | 2004.    | 2014.   | 2024.   |
| --------------- | ----- | -------- | ------- | ------- |
| Кількість осіб: | 101   | 82       | 76      | 71      |
| Різниця:        |       | -18,81 % | -7,31 % | -6,57 % |

| Рік:            | 2023. | 2024.   |
| --------------- | ----- | ------- |
| Кількість осіб: | 68    | 71      |
| Різниця:        |       | +4,41 % |

## Транспорт
Автошляхи 2750, 2779 (Cesty III. triedy).